# Doutores da Felicidade
O Instituto Doutores da Felicidade é um grupo filantrópico e voluntário de atuação em hospitais, abrigos, escolas e moradores de rua da Região Metropolitana do Recife. A base de trabalho consiste em uma abordagem de "acolhimento", levando aos assistidos, músicas com caráter de esperança e fé. 

## História
O Doutores da Felicidade foi fundado no dia 29 de agosto de 2009, por Welna Apolinário (Dra. Chuchu), com o intuito de visitar pacientes dos hospitais mensalmente. Welna fundou o grupo, com a base nas Missionárias da Caridade, onde ainda hoje, possui como grande inspiradora Madre Teresa de Calcutá. Ao longo do tempo, Welna percebeu a necessidade de levar um acolhimento mais profundo, e decidiu fundar a Banda Miolo Mole, que trás aos leitos dos hospitais diversas músicas, de caráter edificante.

## Projetos

### Hospitais
O grupo atua em diversos hospitais da Região Metropolitana do Recife, como Hospital de Câncer de Pernambuco, Hospital Santo Amaro - Santa Casa de Misericórdia, Hospital Barão de Lucena, Hospital da Mirueira.
Em datas especiais, o grupo realiza o trabalho no Hospital da Restauração(referência na área de trauma, neurocirurgia, cirurgia bucomaxilofacial, neurologia, cirurgia geral, clínica médica e ortopedia.), como é o exemplo das comemorações do Dia das Crianças e Natal.

### Cancún
No projeto "Cancún", que acontece mensalmente, no domingo pela manhã, é realizado a entrega de alimentos pelo centro da cidade do Recife aos moradores de rua. O grupo ainda proporciona músicas e palavras de conforto e edificação aos assistidos nas ruas. A fundadora Welna Apolinário, realizava a entrega de alimentos anos antes da criação do grupo Doutores da Felicidade, e que após a sua formação, foi integrado aos trabalhos formais do grupo.

### Infância
O departamento de infância foi o primeiro criado no grupo Doutores da Felicidade, pois foi com as crianças que iniciou-se toda a história dos Doutores da Felicidade. O trabalho com crianças é realizado desde o momento de sua fundação. Instituições externas das quais são parceiros: Creches e Escolas Municipais da Região Metropolitana do Recife, setor de pediatria do Hospital de Câncer de Pernambuco, atendendo de forma voluntária.

### Abrigos
O trabalho com Abrigos de Idosos, se iniciou no ano de 2010, com as visitas ao Abrigo Cristo Redentor, e tem como objetivos atender as idosos em suas instituições da qual participam, através de visitas em datas comemorativas. O Instituto Padre Venâncio, também é uma instituição parceira dos Doutores da Felicidade, no atendimento de idosos.

### Sede
O trabalho realizado na Sede do Instituto Doutores da Felicidade, localizada no município de Jaboatão dos Guararapes, teve início no mês de maio de 2019, com o Curso de Iniciação ao Violão, onde oferece à comunidade local aulas de violão básica, de forma gratuita.
No mesmo mês, foi inaugurado a turma de Alfabetização de Adultos, com a coordenação de pedagogas voluntárias, está sendo desenvolvido com adultos o processo de alfabetização e de conhecimentos gerais.
Em julho de 2021, foi dado início ao Curso Básico de Inglês para adultos, ministrado por um professor voluntário do Instituto. 

## Doações
O grupo é mantido através de doações de parceiros através do projeto Amigo Solidário, onde mensalmente os colaboradores contribuem para a manutenção das atividades em exercício do Instituto.
Outra forma de captação de recurso é a arrecadação de doações realizadas nos sinais de trânsito, com o "Pedágio Solidário".

## Batismo
O chamado "Batismo dos novos Doutores da Felicidade", é grande evento que ocorre em cada término de ciclo de novas turmas, sempre é alinhado com alguma arrecadação para instituições do Recife, como em sua edição que ocorreu em parceiros com a Troça Carnavalesca  Pitombeira dos Quatro Cantos em outubro de 2017, para a arrecadação de leites para serem doados ao Hospital de Câncer de Pernambuco. 

## Prêmios da Instituição e seus dirigentes
A fundadora, Welna Apolinário, foi uma das homenageadas da Associação das Mulheres que Mudaram a História de Pernambuco (AMMHP), em sua 15ª Edição, pelo trabalho voluntário realizado nos Doutores da Felicidade, tendo sua biografia adicionada no livro de mesmo nome da Associação.
Através do Projeto de resolução 707/2019 da Câmara Municipal de Vereadores de Paulista, de autoria do Vereador Professor Tonico, foi entregue o título de cidadã Paulistense à fundadora Welna, por seus serviços prestados voluntariamente ao Hospital Geral da Mirueira.
Em 2021, o Instituto Doutores da Felicidade recebeu da Câmara Municipal do Recife um Voto de Aplausos, no requerimento nº 9131/2021 de autoria do Vereador do Recife, Tadeu Calheiros e aprovado por unanimidade em plenário.

## Demais eventos
Um evento realizado pelo grupo que chamou bastante atenção de toda a mídia impressa, de rádio e de televisão, foi o casamento da Dra. Chuchu (Welna Apolinário), e do Dr. Apô (Lucas Apolinário), realizado na capela dentro do Hospital de Câncer de Pernambuco, o casal realizou a cerimônia com seu traje típico dos Doutores da Felicidade, e seus padrinhos e convidados também estiveram à caráter. 
A Diretora e fundadora, Welna Apolinário, participou no final de 2017, do quadro "100 Mil Para Mudar", do Programa do Gugu, na RecordTV. A "Dra. Chuchu", como é conhecida nos hospitais ganhou um tratamento de estética completo pelo time de médicos e profissionais da área.